# Aphantophryne parkeri
Aphantophryne parkeri es una especie de anfibio anuro de la familia Microhylidae.

## Distribución geográfica
Es endémica de la isla de Nueva Guinea, donde solo se ha encontrado en tres zonas: Matapau y montañas Bewani ( ambas en la provincia de Sandaun, Papúa Nueva Guinea) y en la región de Sentani, en el noreste de la provincia de Papúa, Indonesia. Se encuentra en altitudes entre los 90 y 300 metros. Esta rana puede ser encontrada en hábitats y bosques muy alterados y en palmerales de sagú.